# Leuk
Leuk (en francès Loèche) és un municipi del cantó suís del Valais, cap del districte de Leuk.

## Fills il·lustres
- Ernst von Werra (1854-1913), músic compositor.

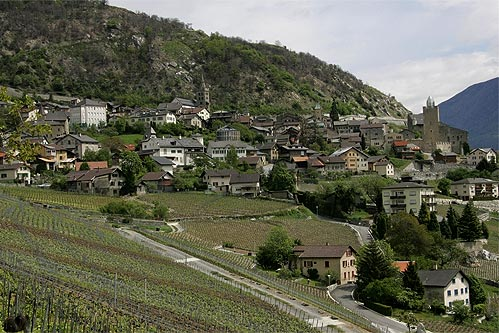
Le ciutat de Leuk